# نيت مور (فنان قتال مختلط)
نيت مور (بالإنجليزية: Nate Mohr) هو فنان قتال مختلط أمريكي، ولد في 3 مارس 1983 في دافنبورت في الولايات المتحدة.

## وصلات خارجية
- نيت مور (فنان قتال مختلط) على موقع يو إف سي (الإنجليزية)
- نيت مور (فنان قتال مختلط) على موقع شيردوغ (الإنجليزية)
- نيت مور (فنان قتال مختلط) على موقع IMDb (الإنجليزية)
- نيت مور (فنان قتال مختلط) على موقع قاعدة بيانات الفيلم (الإنجليزية)